# Caspar Georg Carl Reinwardt
Caspar Georg Carl Reinwardt (5 de julho de 1773, Lüttringhousen – 6 de março de 1854, Leiden) foi um naturalista neerlandês.Ele é considerado o fundador do Jardim Botânico de Bogor na Indonésia.

## Vida
Durante a sua infância, em 1787, tornou-se aprendiz de um alquimista, num laboratório de Amesterdão, onde trabalhava o seu irmão. Ele entrou em contato com vários cientistas, incluindo o botânico Gerardus Vrolik. Teve sua instrução no Athenaeum Ilustre de Amsterdã onde estudou botânica.
Durante a ocupação francesa de Países Baixos serviu como um professor da história natural na universidade de Harderwijk de 1800 a 1808. Gradualmente tornou-se professor associado da química e da farmácia. Em 1808, apelou ao rei Louis Bonaparte e foi oferecido para trabalhar como diretor do "a ser construído" jardim botânico, zoológico e museus. Em 1808 transformou-se membro do instituto real dos Países Baixos. E em 1810, pouco antes de o rei retornar à França, tornou-se professor de história natural em Amsterdã. Depois que os franceses foram derrotados na guerra napoleônica, os Países Baixos estão ansiosos para fazer contato com sua colônia. Em 1816 foi oferecido uma posição como Ministro da Agricultura, das Artes e da Ciência da colônia, e viajado às Índias do leste onde conduziu investigações botânicas diversas no arquipélago. Reinwardt foi o fundador (1817) e primeiro diretor de jardim botânico em Bogor (Buitenzorg), na Indonésia. Lá ele reuniu e cultivou várias flora das ilhas vizinhas, como as Molucas, Timor e Celebes.
Reinwardt também empreendeu várias expedições para coletar as plantas que foram emitidas ao Jardim Botânico de Leiden . No entanto, poucas dessas plantas sobreviveram a viagem da Indonésia para a Holanda. Ele permaneceu como diretor do Jardim Botânico até 1821 e passou a maior parte do seu tempo reunindo plantas tropicais. Retornou aos Países Baixos em 1822 e transformou-se um professor da história natural na Universidade de Leiden em 1823.
Reinwardt também estudou anfíbios e répteis, descrevendo duas novas espécies de cobras, Laticauda semifasciata e Xenopeltis unicolor.
Em 1831 Reinwardt publicou um catálogo das plantas que crescem no Hortus de Leiden. Contou exatamente 5.600 espécies e variedades, um aumento de quase 600 desde 1822. Em particular, o número de plantas australianas, chinesas e japonesas tinha aumentado. Este aumento no número de variedades é em grande parte contribuído por Philipp Franz von Siebold que enviou muitas plantas para o Jardim Botânico de Leiden.
Reinwardt finalmente se aposentou como professor em 1845 e morreu nove anos depois, ele foi sucedido por Willem Hendrik de Vriese.

## Legado
O jornal botânico Reinwardtia (ISSN 0034-365X) do Jardim Botânico de Bogor, Indonésia, é nomeado em sua homenagem. A Academia Reinwardt, a faculdade de museologia e patrimônio cultural da Escola de Artes de Amsterdã, também é nomeada após Reinwardt.

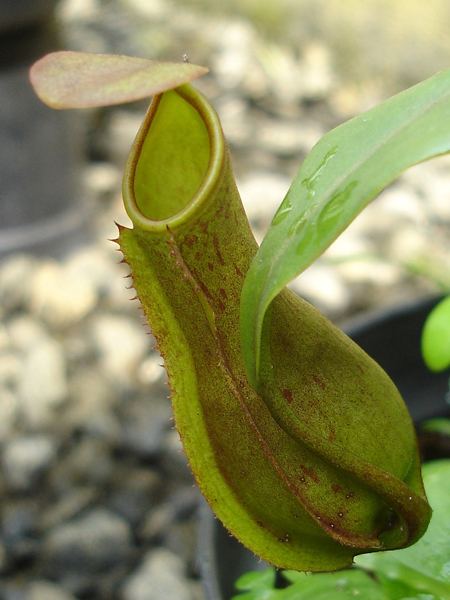
Nepenthes reinwardtiana

Reinwardt é homenageado em alguns nomes científicos. O género Reinwardtia foi nomeado após ele por Barthélemy Charles Joseph Dumortier e a espécie Nepenthes reinwardtiana foram renomeados após sua morte por Friedrich Anton Wilhelm Miquel.

## Obras
- "Hepaticae Javanicae : editae conjunctis studiis et opera", 1824 (with Carl Ludwig Blume; Christian Gottfried Daniel Nees von Esenbeck).
- Über den Charakter der Vegetation auf den inseln des Indischen Archipels, 1828.
- "Musci frondosi Iavanici", 1828 (with Christian Friedrich Hornschuch).
- "Enumeratio plantarum quae in horto Lugduno-Batavo coluntur", 1831.
- "Plantae Indiae Batavae Orientalis : quas, in itinere per insulas archipelagi indici Javam, Amboinam, Celebem, Ternatam, aliasque, annis 1815-1821 exploravit Casp. Georg. Carol. Reinwardt" (edited and published by Willem Hendrik de Vriese in 1856).
- "The correspondence of Caspar Georg Carl Reinwardt (1773-1854)" (In English, with Teunis Willem van Heiningen).[8]